# Arsaciodes
Arsaciodes là một chi bướm đêm thuộc họ Noctuidae.